# Marcelino dos Santos
Marcelino Dos Santos (Lumbo, 20 maggio 1929 – Maputo, 11 febbraio 2020) è stato un politico e rivoluzionario mozambicano, esponente del Fronte di Liberazione del Mozambico (FRELIMO) e membro del Parlamento del Mozambico.

## Biografia

### Origini
Marcelino Dos Santos è nato il 20 maggio 1929 a Lumbo, in Mozambico. È figlio di Firmindo Dos Santos e Teresa Sabino ed è cresciuto a Lourenço Marques, l'attuale Maputo, all'interno di una famiglia politicamente attiva: suo padre, Firmindo, era membro dell'African Associations of Mozambique, e si batteva per l'unità, il perseguimento della giustizia e l'equità sociale per i Mozambicani.
Dopo l'istruzione di base ricevuta in Mozambico, decise di partire per Lisbona nel 1947 per frequentare l'Istituto Industriale. Qui, alla Casa per gli Studenti dell'Impero, ha avuto modo di dimostrare la sua forte personalità insieme ad altri giovani (Amílcar Cabral, Agostinho Neto, Eduardo Mondlane), che poi sarebbero diventati personaggi importanti nella guida al movimento per l'indipendenza delle colonie portoghesi: essi esprimevano i loro sentimenti africanisti e nazionalisti attraverso la poesia e scritti in prosa.

### Impegno politico in Europa
Nel 1950, Marcelino si è trasferito a Parigi, dove ha collaborato con la rivista letteraria Presence Africaine. I suoi scritti sono stati pubblicati in diverse riviste, anche portoghesi e sovietiche, sotto diversi pseudonimi (come Kalugano e Lilinho Micaia) o anche con il nome di battesimo.
Durante questo decennio, le sue qualità di stratega nazionalista e mediatore si sono ulteriormente affinate: ha dato vita all'Anti-Colonial Movement (MAC) nel 1957 a Parigi, incitando gli esiliati politici portoghesi ad abbracciare la causa nazionalista; è stato coinvolto nella fondazione della Conferenza delle organizzazioni nazionaliste delle colonie portoghesi (CONCP) a Casablanca ed eletto segretario in carica permanente per il coordinamento dell'attività nazionalista.
Dal 1961 i gruppi nazionalisti proliferarono e furono galvanizzati dallo scoppio delle violenze in Angola: in questo frangente, Dos Santos si è unito al ramo parigino dell'Uniao Democratica Nacional de Mocambique, gruppo nazionalista che poi si sarebbe fuso con il FRELIMO.

## Attività nel FRELIMO ed in Mozambico
Fino al 1962 ha continuato ad impegnarsi per divenire membro fondatore del Frelimo, insieme a Eduardo Mondlane, fino a fare in modo che diventasse una forza stabile ed avviare una campagna militare due anni dopo. Infatti, dal 1964 è stato segretario degli affari esteri del Frelimo, essenziale al partito per le sue abilità comunicative, ad esempio nei discorsi tenuti nell'Organisation for African Unity (OAU), nell'Afro-Asian Solidarity Conference e per l'ONU, per la richiesta di supporto politico, economico e militare. Avvalendosi delle amicizie sviluppate negli anni cinquanta, il suo supporto è stato d'aiuto nel solidificare i legami di cooperazione politica durante i conflitti, i difficili negoziati e per la difficile impresa di costituire e far crescere una nazione.
Dopo l'assassinio di Mondlane, Dos Santos è stato eletto nel trio della Presidenza del Consiglio, con Uria Simango e Samora Machel, che guidò il partito attraverso il successivo periodo di difficoltà. È stato vicepresidente del partito dal 1969 al 1977; inoltre, alla fine degli anni settanta Dos Santos è stato Ministro dello Sviluppo Economico. All'inizio degli anni ottanta è stato incaricato della gestione economica nel Frelimo Political Bureau.
Dal 1981 al 1983, ha lasciato le cariche governative per occuparsi del rinforzamento del partito. Nel 1983, poi, è stato nominato governatore della Provincia di Sofala, al centro del Mozambico; nel 1989, è stato presidente dell'Assemblea Popolare. Durante questo tempo si è impegnato sul fronte della stabilità interna: il risultato più importante è stato ottenuto nel 1992 con l'accordo di pace tra il Frelimo ed il Renamo. Negli anni successivi, poi, ha impiegato le sue energie a risollevare le sorti economiche della nazione, che era stata lasciata in bancarotta dal regime comunista e dalla guerra civile.
Dal 1987 al 1999, è stato presidente del Parlamento del Mozambico, rappresentante della sinistra, e anche se viene ideologicamente identificato con la visione dell'Unione Sovietica, tuttavia ha intrattenuto – ed intrattiene- rapporti con l'Oriente e l'Occidente.

## Curiosità
Nel 1970 ha ricevuto un riconoscimento dal Papa, quando è stato ricevuto in Vaticano in occasione della consegna di una copia dell'enciclica Populorum progressio.
Nel 1971 ha ricevuto la Medaglia per il Centenario di Lenin.
Nel 1987 ha pubblicato un libro dal titolo Canto do amor natural, edito dall'Associazione degli scrittori Mozambicani.